# Verdigre (Nebraska)
Verdigre es una villa ubicada en el condado de Knox en el estado estadounidense de Nebraska. En el Censo de 2010 tenía una población de 575 habitantes y una densidad poblacional de 394,33 personas por km².

## Geografía
Verdigre se encuentra ubicada en las coordenadas 42°35′50″N 98°2′8″O / 42.59722, -98.03556. Según la Oficina del Censo de los Estados Unidos, Verdigre tiene una superficie total de 1.46 km², de la cual 1.42 km² corresponden a tierra firme y (2.66%) 0.04 km² es agua.

## Demografía
Según el censo de 2010, había 575 personas residiendo en Verdigre. La densidad de población era de 394,33 hab./km². De los 575 habitantes, Verdigre estaba compuesto por el 96.35% blancos, el 0% eran afroamericanos, el 1.91% eran amerindios, el 0% eran asiáticos, el 0% eran isleños del Pacífico, el 0% eran de otras razas y el 1.74% pertenecían a dos o más razas. Del total de la población el 0.17% eran hispanos o latinos de cualquier raza.